# Erste Allgemeine Versicherung
Die Erste Allgemeine Versicherungs-AG war ein österreichisches Versicherungsunternehmen, das in der Generali Gruppe Österreich aufging und zum Konzern der Assicurazioni Generali S.p.A. gehörte. Gegründet wurde die Erste Allgemeine in Wien durch die italienische Assicurazioni Generali im Jahre 1882, war ab 1886 an der Börse notiert und gehörte anfangs auch zum ATX. Ab 1987 führen Erste Allgemeine und Generali ein gemeinsames Logo.
Im Jahr 1995 gehörte die Erste Allgemeine Versicherung zu den führenden fünf Versicherern im Bereich Kfz-Versicherung. Gemeinsam mit den anderen vier Mitbewerbern Interunfall Versicherung, Bundesländer Versicherung, Allianz Versicherung und Wiener Städtische Allgemeine Versicherung deckten sie über fünfzig Prozent des Marktes ab. Im Geschäftsjahr 1995 erzielte die Erste Allgemeine Versicherung ein Ergebnis von 176,4 Millionen Schilling (kaufkraftbereinigt in heutiger Währung etwa 19,6 Mio. Euro).
Rückwirkend zum 1. Jänner 1998 verschmolz die Erste Allgemeine Versicherung mit der Generali Leben zur Generali-Versicherung.

## Trivia
Die österreichische Pop-Rock-Band Erste Allgemeine Verunsicherung hat ihren Namen in Anlehnung an dieses Unternehmen gewählt.